# Безводное (Владимирская область)
Безво́дное — деревня в Собинском районе Владимирской области, входит в состав Толпуховского сельского поселения.

## География
Деревня расположена в 6 км на север от центра поселения деревни Толпухово и в 26 км на север от райцентра города Собинка.

## История
В конце XIX — начале XX века деревня входила в состав Ставровской волости Владимирского уезда. В 1859 году в деревне числилось 27 дворов, в 1905 году — 39 дворов, в 1926 году — 45 хозяйств.
С 1929 года деревня входила в состав Лучинского сельсовета Ставровского района, с 1932 года — в составе Сулуковского сельсовета Собинского района, с 1945 года — в составе Ставровского района, с 1954 года — в составе Добрынинского сельсовета, с 1965 года — в Собинском районе, с 1976 года в составе Толпуховского сельсовета, с 2005 года — в составе Толпуховского сельского поселения.

## Население
| 1859 | 1905 | 1926 | 2002 | 2010 | 2021 |
| ---- | ---- | ---- | ---- | ---- | ---- |
| 282  | ↘276 | ↘268 | ↘15  | ↘11  | ↗19  |